# Rafetus swinhoei
Rafetus swinhoei é uma espécie de réptil da família Trionychidae encontrada na China e no Vietnã. A tartaruga está em perigo crítico de extinção e são conhecidos apenas três espécimes: um no Zoológico de Suzhou, na China, um no lago Dong Mo e um no lago Hoam Kiem, ambos no Vietname.
A 13 de Abril de 2019, a fêmea do último par reprodutor, envelhecida com seus 90 anos, morreu depois de ser inseminada artificialmente num zoológico em Suzhou, na província de Jiangsu. A tartaruga recebeu um check-up e descobriu que estava em boa saúde antes da quinta tentativa de inseminação artificial feita por especialistas internacionais e funcionários do zoológico. O procedimento parece ter corrido bem, mas a tartaruga morreu no dia seguinte. Uma equipa que inclui especialistas chineses e estrangeiros será estabelecida para investigar a causa da morte. O tecido ovariano da tartaruga foi recolhido e armazenado em nitrogénio líquido para futuras pesquisas de reprodução. A tartaruga Rafetus swinhoei é uma das tartarugas mais raras do mundo. Encontrados no Vietname e na China, agora existem apenas três membros conhecidos das espécies remanescentes.
Apesar da pandemia que de certo devastou o ano de 2020, nem tudo são más notícias. No final deste ano é publicada a notícia mais importante da ultima década relacionada com a conservação global de tartarugas. A 18 de dezembro de 2020, no ano seguinte á trágica noticia da morte da única fêmea conhecida desta espécie, confirmou-se a existência de uma nova fêmea na natureza. Este espécime fora capturado no Vietname em outubro de 2020 e, 2 meses depois, recorrendo a análises genéticas, cientistas conseguiram confirmar que se tratava da tartaruga mais rara do mundo, a tartaruga gigante de carapaça mole do rio Yangtze, Rafetus swinhoei.

## Nomenclatura e taxonomia
A espécie foi descrita por John Edward Gray em 1873 como Oscaria swinhoei, com base num exemplar enviado de Xangai por Robert Swinhoe. Em 1880, o jesuíta francês Pierre-Marie Heude obteve vários exemplares do rio Huangpu (próximo a Xangai) e do lago Taihu (próximo de Suzhou), e considerando-os suficientemente diferentes entre si, descreveu-os como cinco espécies distintas: Yuen leprosus, Yuen maculatus, Yuen elegans, Yuen viridis e Yuen pallens.
Alguns zoólogos classificaram a espécie nos gêneros Trionyx, Pelodiscus e Pelochelys, e em 1987 foi recombinada para o gênero Rafetus.

## Conservação
A espécie está classificada como em perigo crítico pela União Internacional para a Conservação da Natureza e dos Recursos Naturais.